# Coddington (Nottinghamshire)
Coddington is een civil parish in het bestuurlijke gebied Newark and Sherwood, in het Engelse graafschap Nottinghamshire met 1684 inwoners.